# Arrondissements électoraux du canton de Lucerne

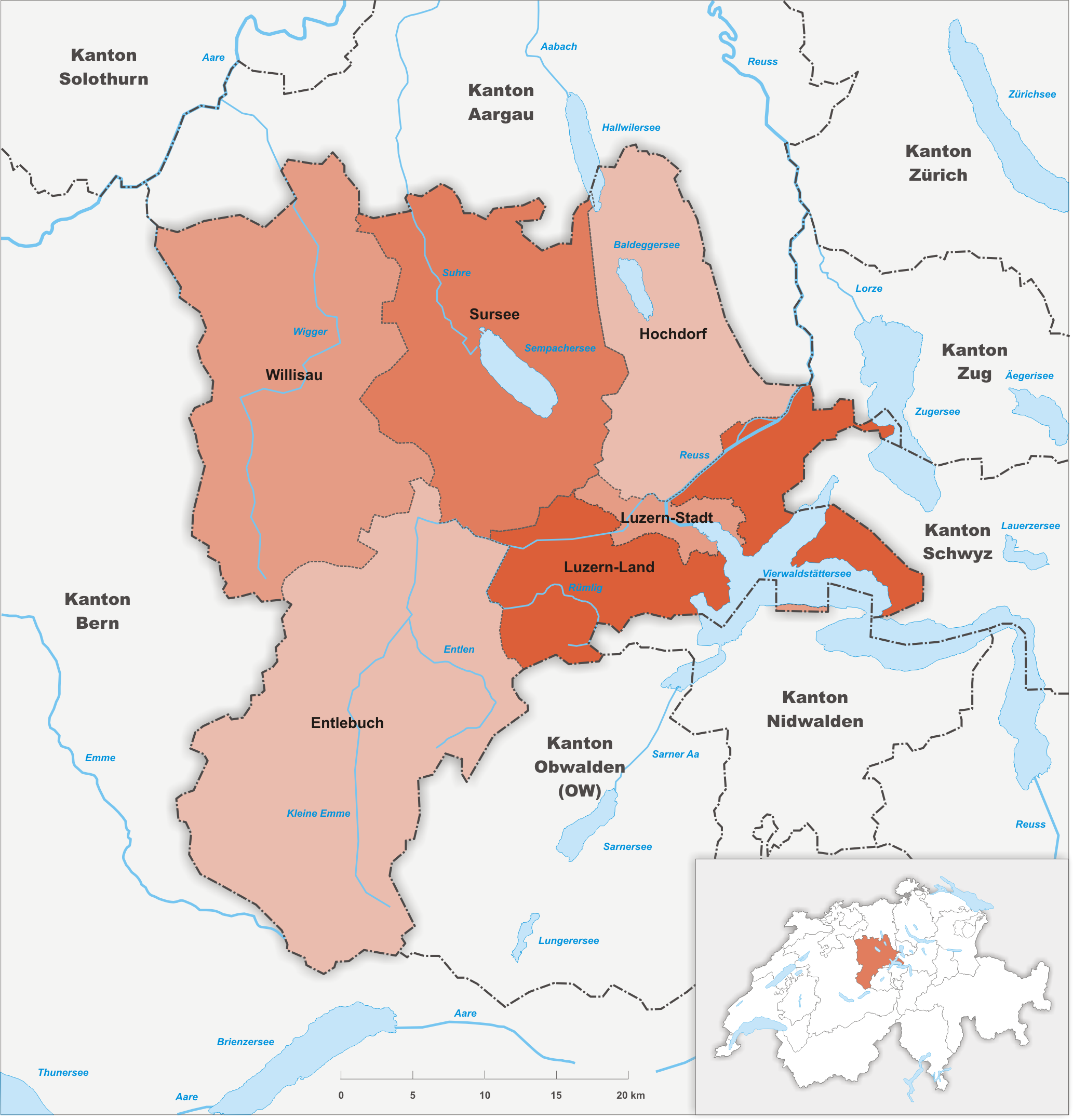
Les arrondissements électoraux du canton de Lucerne.

Les arrondissements électoraux du canton de Lucerne, appelés en allemand Wahlkreise, remplacent, dès le 1er janvier 2013, les cinq districts cantonaux. 

## Rôle
Contrairement aux anciens districts, les arrondissements n'ont qu'un rôle de circonscription pour les élections au Kantonsrat.

## Liste
Le canton de Lucerne compte six arrondissements électoraux (Wahlkreise) :
| Nom              | N° OFS | Communes | Population (décembre 2022) | Superficie (km2) | Densité (hab./km2) |
| ---------------- | ------ | -------- | -------------------------- | ---------------- | ------------------ |
| Lucerne-ville    | B0311  | +01,     | +083 840,                  | +0037,           | 2266               |
| Lucerne-campagne | B0312  | +17,     | +108 180,                  | +0187,           | 579                |
| Hochdorf         | B0313  | +14,     | +075 279,                  | +0177,           | 425                |
| Sursee           | B0314  | +19,     | +077 590,                  | +0273,           | 284                |
| Willisau         | B0315  | +23,     | +056 448,                  | +0337,           | 168                |
| Entlebuch        | B0316  | +09,     | +023 514,                  | +0424,           | 55                 |
| Total            | Total  | +83,     | +424 851,                  | +1 493,44        | 284                |